# Stainless Games
Stainless Games — частная компания, разработчик компьютерных игр из Великобритании, известность которой принесла игра-бестселлер Carmageddon. Специализируется на производстве загружаемого контента для платформ Microsoft Windows и Xbox Live Arcade.

## История
Компания была основана в 1993 году Патриком Баклендом и Нилом Барнденом под названием Stainless Software. Первое время компания зарабатывала на разработке мультимедиа для Times-Mirror Company, а также выступала в качестве субподрядчика при разработке 3D-движка для Argonaut Games.
Позже Stainless берётся за разработку видеоигры для SCi, позднее названную Carmageddon. Игра была выпущена в 1997 году на фоне множественных споров о том, что в ней содержится слишком много насилия. Тем не менее Carmageddon получила высокие оценки критиков. В 1998 году Stainless выпустила сиквел Carmageddon II: Carpocalypse Now. Разработку последующих игр серии SCi поручила сторонним разработчикам.

## Игры
- ShockRods (2019)
- Carmageddon: Max Damage (2016)
- Magic Duels (2015)
- Carmageddon: Reincarnation (2014)
- Magic: The Gathering — Duels of the Planeswalkers 2015 (Wizards of the Coast) (2014)
- Magic: The Gathering — Duels of the Planeswalkers 2014 (Wizards of the Coast) (2013)
- Magic: The Gathering — Duels of the Planeswalkers 2013 (Wizards of the Coast) (2012)
- Magic: The Gathering — Duels of the Planeswalkers 2012 (Wizards of the Coast) (2011)
- Risk: Factions (2010)
- Magic: The Gathering – Duels of the Planeswalkers (Wizards of the Coast) (2009)
- Scrabble DS/PSP — только для Северной Америки (2009)
- Happy Tree Friends: False Alarm (2008)
- Red Baron PS3 (2008)
- Red Baron PC (2008)
- Warlords (2008, ремейк игры для аркадного автомата)
- Battlezone (2008)
- Atari Classics Evolved PSP (2007)
- Tempest (2007)
- Asteroids (2007)
- Missile Command (2007)
- Centipede/Millipede (2007)
- PocketBike Racer (2006)
- Crystal Quest (2006)
- Novadrome (2006)
- Carmageddon II: Carpocalypse Now (1998)
- Carmageddon (1997)